# فرضية إعادة التدوير العصبي

تمثيلان مختلفان بصريًا ولكن كيف نقرأ كليهما كـA؟

اقتُرحت فرضية إعادة التدوير العصبي من قبل ستانيسلاس ديهاين ضمن مجال علم الأعصاب المعرفي في محاولة منه لشرح العمليات العصبية الأولية التي تمكن البشر من اكتساب القدرات المعرفية الحديثة. صيغت هذه الفرضية ردًا على «مفارقة القراءة»، التي تنص على كون العمليات المعرفية إبداعات ثقافية حديثة ومن غير الممكن أن تكون نتاجًا للتطور. تكمن المفارقة في حقيقة إشارة الأدلة عبر الثقافات إلى مناطق معينة مرتبطة بهذه الوظائف في الدماغ. يعمل مفهوم إعادة التدوير العصبي على حل هذه المفارقة من خلال اقتراح مفاده قيام الوظائف الجديدة باستخدام دوائر الدماغ الموجودة و«إعادة تدويرها». بمجرد إيجاد هذه الوظائف المعرفية منطقة القشرة المخية المخصصة لغرض مماثل، تغزو عندئذ الدائرة الموجودة. تستطيع القشرة المخية التكيف من أجل استيعاب هذه الوظائف الجديدة من خلال اللدونة العصبية (خاصية مستمرة لبنية قشرة الدماغ التي تعمل على تغييرها وإعادة تنظيمها عبر التعلم).

## علم الحساب
يُعد اختراع الأرقام العربية أحدث من القراءة والكتابة، بالتالي عرضة لعملية إعادة التدوير نفسها. تظهر دراسات التصوير أدلة على ارتباط الحساب الذهني مع الفصين الجداريين الأيمن والأيسر. يتناسب تنشيط هذه المنطقة طردًا مع درجة الصعوبة في الحساب المعطى. أثناء التصوير، لا تنشط منطقة صغيرة داخل التلم داخل الفص الجداري خلال مهام الحساب إلا عند تقديم مهام الرؤية المكانية واللغة والحساب. تنشط المنطقة نفسها عند تعامل الأشخاص مع أرقام فقط في سلسلة من المحفزات المتنوعة، ما يشير إلى عدم ضرورة عملية الحسابات في تنشيطها، بل التعرف على الأرقام فقط. تسبب الآفات التي تصيب التلم داخل الفص الجداري ضعفًا شديدًا في الحساب دون التأثير على العمليات الأخرى ذات الصلة مثل مهارات التفكير.

## البحث المستقبلي
تبنت دراسات حديثة هذه الفرضية وكيفتها لشرح اللدونة متصالبة الدارج التي تحدث لدى المكفوفين. وهي حقيقة أن الحواس الأخرى لدى المكفوفين تبدو في ارتفاع نتيجة فقدان بصرهم. نظرًا إلى عدم تعرض المكفوفين لوظيفة القراءة البصرية الجديدة، تُستخدم المنطقة القشرية المخصصة لهذه الوظيفة عادةً في وظيفة مختلفة. على سبيل المثال، وجد العلماء أن منطقة القشرة البصرية المسؤولة عن الحركة البصرية في البصر تعيد تنظيم الشبكات العصبية المخصصة في تحديد الأصوات المتحركة لدى المكفوفين. يدعم هذا نظرية إيجاد الوظائف الجديدة عشًا عصبيًا، مع وجود مناطق قادرة في القشرة المخية على دعم هذه الوظيفة. يمكن أيضًا تطبيق هذه الفكرة لشرح تصالبية الدارج لدى المرضى الصم، وغيرها من الظواهر متصالبة الدارج مثل الحس المرافق وتأثير مكجورك.
تقدم هذه الفرضية فهمًا للعمليات العصبية اللازمة في اكتساب وظائف جديدة. مع وجود هذه الإطار، يمكن للبحوث المستقبلية التوسع في هذه الأفكار من أجل دراسة تأثيرات التعليم على مناطق الدماغ المحددة هذه، أو كيفية تأثير التعرض المحدود للقراءة والحساب في سن مبكرة عليها. تنتج المعرفة بكيفية عمل لدونة الدماغ فيما يتعلق بالمهارات الأساسية مثل القراءة والكتابة والحساب تطبيقات واضحة في تقنيات التعليم.